# Solanum crebrum
Solanum crebrum är en potatisväxtart som beskrevs av Conrad Vernon Morton och Lyman Bradford Smith. Solanum crebrum ingår i släktet skattor som ingår i familjen potatisväxter. Inga underarter finns listade i Catalogue of Life.